# BRP Abraham Campo
Le BRP Abraham Campo (PC-396) est un patrouilleur de classe Point de la Garde côtière des États-Unis, construit en 1970 et exploité sous le nom de USCGC Point Doran (WPB-82375). Le navire a été nommé d’après un endroit dans les montagnes Chugach. Il a ensuite été transféré aux Philippines sous le nom de BRP Abraham Campo. 

## Historique
L’USCGC Point Doran a été construit en 1970 au Coast Guard Yard, à Baltimore (Maryland). Il a été mis en service le 1er juin 1970 et a été stationné à Everett (Washington). Il a été utilisé pour les opérations de maintien de l’ordre et de recherche et sauvetage, principalement dans les eaux du Puget Sound.
Pendant la guerre du Viêt Nam, il a patrouillé dans le canal Hood pour empêcher les manifestants d’entrer dans la base sous-marine de Bangor et la base navale de Bremerton.
Le 23 novembre 1987, à 3 h 15, le Groupe de la Garde côtière de Seattle a reçu un rapport indiquant qu’un voilier était en feu au sud de l'Île Cypress. Le Star Fire, un navire qui se trouvait dans les environs, a sorti son radeau de sauvetage et recueilli deux personnes au moment où le Point Doran a éteint l’incendie et sécurisé le navire. Il embarqua ensuite les deux survivants et remorqua le navire jusqu’au cap Sante Marina, à Anacortes.
Le Point Doran était le bateau de tête lors de la parade d’ouverture du Seattle Yacht Club, le 4 août 1989. Le 6 novembre de la même année, un Grumman A-6 Intruder de l’United States Navy s’écrase dans la mer au large de l’île Whidbey,. Le Point Doran a été dépêché sur les lieux et a récupéré des parties de l’avion.
Il a été désarmé le 2 mars 2001 au Pier 36, puis a été donné aux Philippines le 6 mars. Le bateau a été remis en service le 22 mars 2001 sous le nom de BRP Abraham Campo (PC-396).
En décembre 2020, il a participé à la revue de la flotte du 85e anniversaire à Morong (Bataan).
Le 24 novembre 2021, le navire a effectué un exercice de tir réel dans la mer des Camotes.
Fin 2021, la marine philippine a déployé 19 navires de guerre, dont le BRP Abraham Campo, pour l’aide humanitaire dans les zones touchées par le typhon Odette.